# Echo
För andra betydelser, se Echo (olika betydelser).

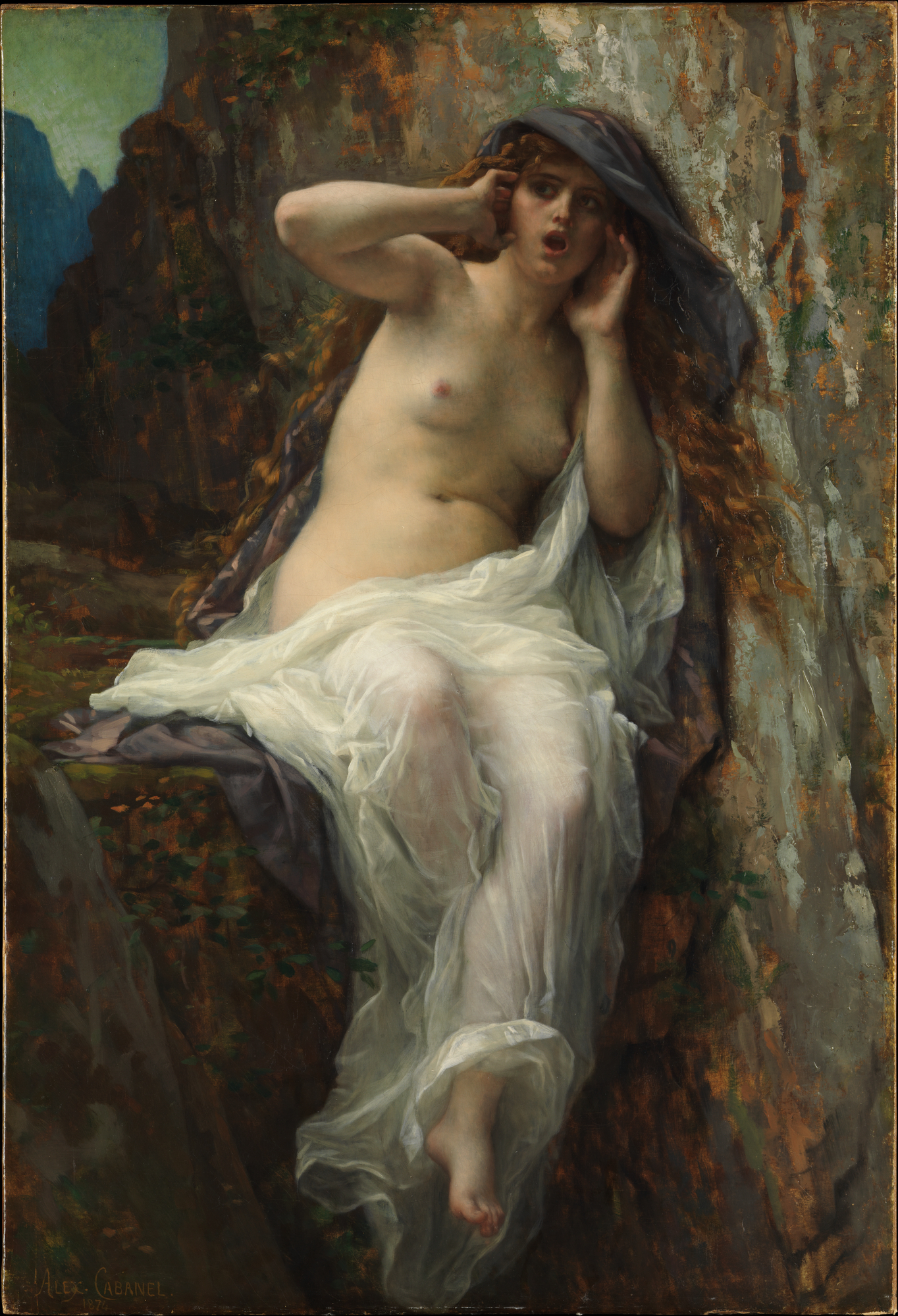
Echo på en bergavsats. Målning av Alexandre Cabanel.

Echo, eller Eko, (Ηχω) var en bergsnymf i grekisk mytologi som förälskade sig i Narkissos men avvisades. I sin förtvivlan och sorg tynade hon bort och förstenades, bara rösten levde kvar. Myten ska förklara de ekon som uppstår i bergslandskap där ljudet kastas fram och tillbaka, det vill säga ekar. 
En något annorlunda förklaring anger att Echo hjälpte Zeus att uppvakta andra nymfer genom att uppehålla Zeus hustru Hera. När Hera upptäckte hennes försåt dömde hon Echo att aldrig mer kunna tala själv, utan bara kunna säga efter. Echo avvisades senare av Narkissos och hennes sorg gjorde att hon sakta tynade bort tills bara hennes röst – ekot – återstod.